# Peter Caninenberg
Peter Caninenberg (* 28. September 1956 in München) ist ein ehemaliger deutscher Hockeyspieler, der 1978 Europameister wurde.

## Karriere
Der Innenstürmer Peter Caninenberg begann 1963 beim Münchner SC mit dem Hockeysport. Während seines Jurastudiums spielte er zunächst für Rot-Weiss Köln und kehrte dann zum Münchner SC zurück. 
Bei den Olympischen Spielen 1976 in Montreal belegte die deutsche Nationalmannschaft in der Vorrundengruppe den vierten Platz hinter der spanischen Mannschaft. In den Platzierungsspielen erreichte die deutsche Auswahl den fünften Platz in der Gesamtwertung vor den Spaniern. Caninenberg kam auf drei Einsätze während des Turniers, zweimal wurde er ausgewechselt, einmal eingewechselt.
Zwei Jahre später fand in Hannover die dritte Europameisterschaft statt. Die deutsche Mannschaft bezwang im Halbfinale die spanische Mannschaft mit 3:2 und siegte im Finale gegen die Niederländer mit 3:2 nach Verlängerung. 1982 gehörte Caninenberg zum deutschen Kader bei der Weltmeisterschaft in Bombay. Die deutsche Mannschaft belegte in der Vorrunde den zweiten Platz hinter der Mannschaft Pakistans. Nach einem Halbfinalsieg über die Australier im Shootout traf die deutsche Mannschaft im Finale wieder auf Pakistan und unterlag mit 1:3.
Peter Caninenberg trat zwischen 1975 und 1984 in 136 Länderspielen für die Bundesrepublik Deutschland an, davon 7 in der Halle.
Peter Caninenberg promovierte zum Thema Die Sport-Veranstaltungs-Ausfallversicherung. Seit 1988 war er in Köln auf dem Gebiet der Ausfallversicherung tätig, zuerst in der Howden Caninenberg GmbH, ab 2008 in der Himmelseher Sportversicherung.